# Yesān
Yesān (persiska: پِسان, یسان, Pesān) är en ort i Iran.   Den ligger i provinsen Västazarbaijan, i den nordvästra delen av landet, 600 km väster om huvudstaden Teheran. Yesān ligger 1 513 meter över havet och antalet invånare är 402.
Terrängen runt Yesān är huvudsakligen kuperad, men åt sydväst är den bergig. Yesān ligger nere i en dal. Runt Yesān är det ganska tätbefolkat, med 185 invånare per kvadratkilometer. Närmaste större samhälle är Anhar-e Soflá, 19,7 km öster om Yesān. Trakten runt Yesān består i huvudsak av gräsmarker.